# Beleg van Odawara (1590)
Het derde Beleg van Odawara (Japans: 小田原征伐, Odawara seibatsu) vond plaats op 4 augustus 1590, en was de belangrijkste slag van de campagne van Toyotomi Hideyoshi om de Hojo-clan uit te schakelen, die hij als een bedreiging zag voor zijn macht. Toen de bedoelingen van Hideyoshi eenmaal duidelijk werden in de maanden voor de slag, werd de verdediging van het kasteel haastig enorm verbeterd. Mede hierdoor vonden er gedurende de slag, ondanks de overweldigende overmacht van Hideyoshi, weinig echte gevechten plaats.
Het enorme leger van Toyotomi Hideyoshi omsingelde het kasteel in wat wel "de meest onconventionele belegeringslinie in de geschiedenis van de samoerai" wordt genoemd. De samoerai werden door van alles en nog wat vermaakt: van dames van lichte zeden en muzikanten tot acrobaten, vuurvreters en jongleurs. De verdedigers aan de andere kant sliepen op de muren en hoewel ze ver in de minderheid waren deden ze Hideyoshi afzien van een aanval. Het beleg volgde dus grotendeels een standaard uithongeringstactiek. Er vonden slechts enkele kleine gevechten plaats, zoals toen een groep mijnwerkers uit de provincie Kai onder de muren door groeven en enkele manschappen onder Ii Naomasa het kasteel wisten binnen te dringen.
Na drie maanden gaven de Hojo zich over. Ze stonden tegenover een enorme overmacht en hadden waarschijnlijk te maken met een groeiend voedseltekort en gebrek aan voorraden. De gebieden van de Hojo werden aan Tokugawa Ieyasu, een van de topgeneraals van Hideyoshi, gegeven. Op dat moment kon Hideyoshi moeilijk hebben beseft dat dit een belangrijke stap zou zijn voor Tokugawa om later de positie van shogun te veroveren.
Naast kasteel Odawara, versloeg Hideyoshi de Hojo tevens op enkele andere buitenposten te Hachioji, Yorii en Shizuoka in het zuidwesten van de regio Kanto. Kasteel Sakura van de Chiba, bondgenoten van de Hojo in de provincie Shimosa, werd ingenomen door troepen van Tokugawa onder leiding van Honda Tadakatsu en Sakai Ietsugu. Chiba Shigetane, daimyo van de Chiba, gaf zich over op voorwaarde dat zijn clan niet zou worden opgeheven. Hoewel alle bezittingen van de Chiba hen werden ontnomen, werden veel hogere leden van de clan in dienst genomen door Ii Naomasa, een vazal van Tokugawa.

## In de populaire cultuur
Het beleg van Odawara is de climax van de verhaallijn van Hideyoshi in het videospel Samurai Warriors 2.